# Bierkowice (Opole)
Bierkowice (deutsch Birkowitz, 1936–1945 Birkental) ist ein Stadtteil der kreisfreien Stadt Opole (Oppeln) in der Woiwodschaft Opole in Polen.

## Geographie

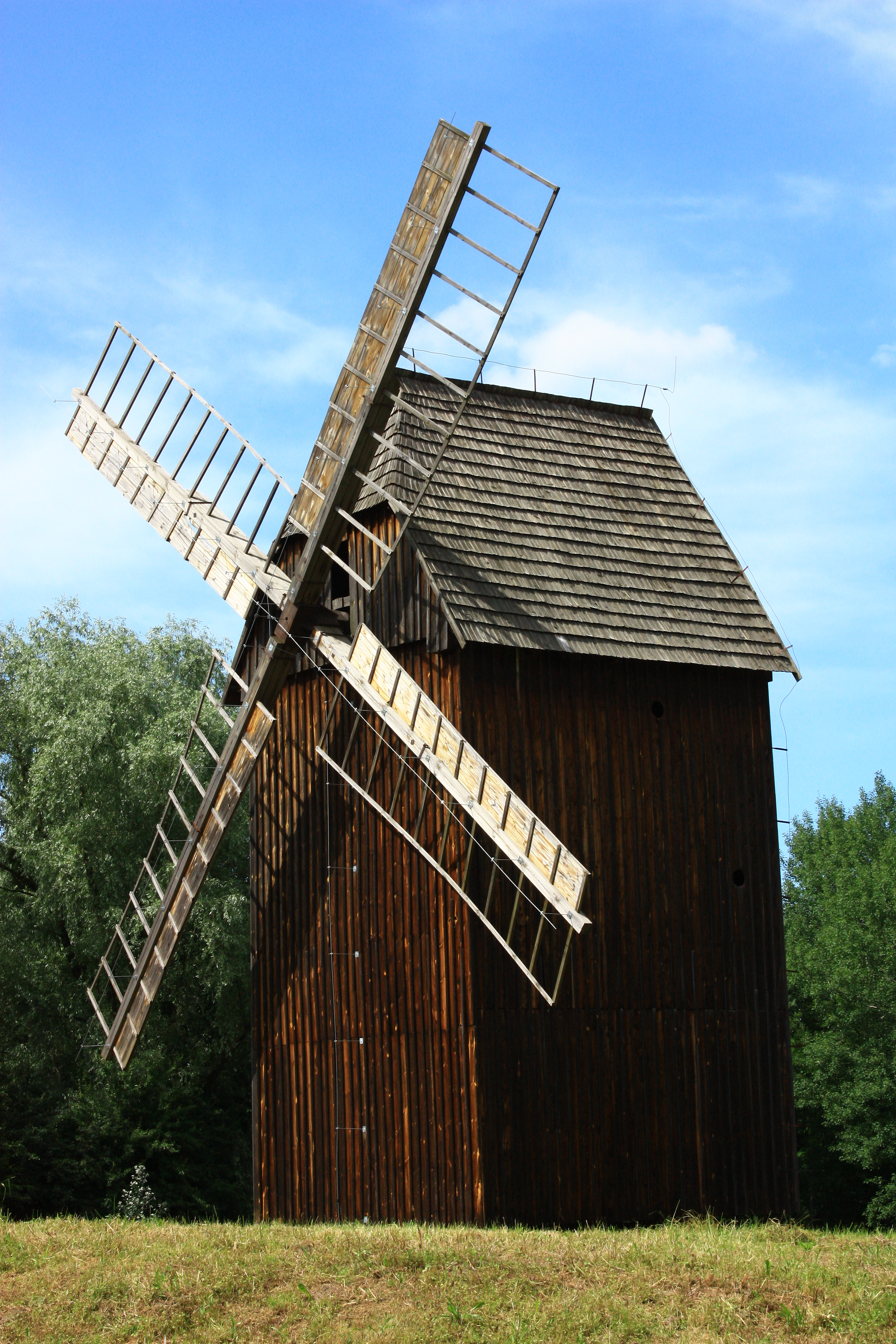
Windmühle im Museum des Oppelner Dorfes

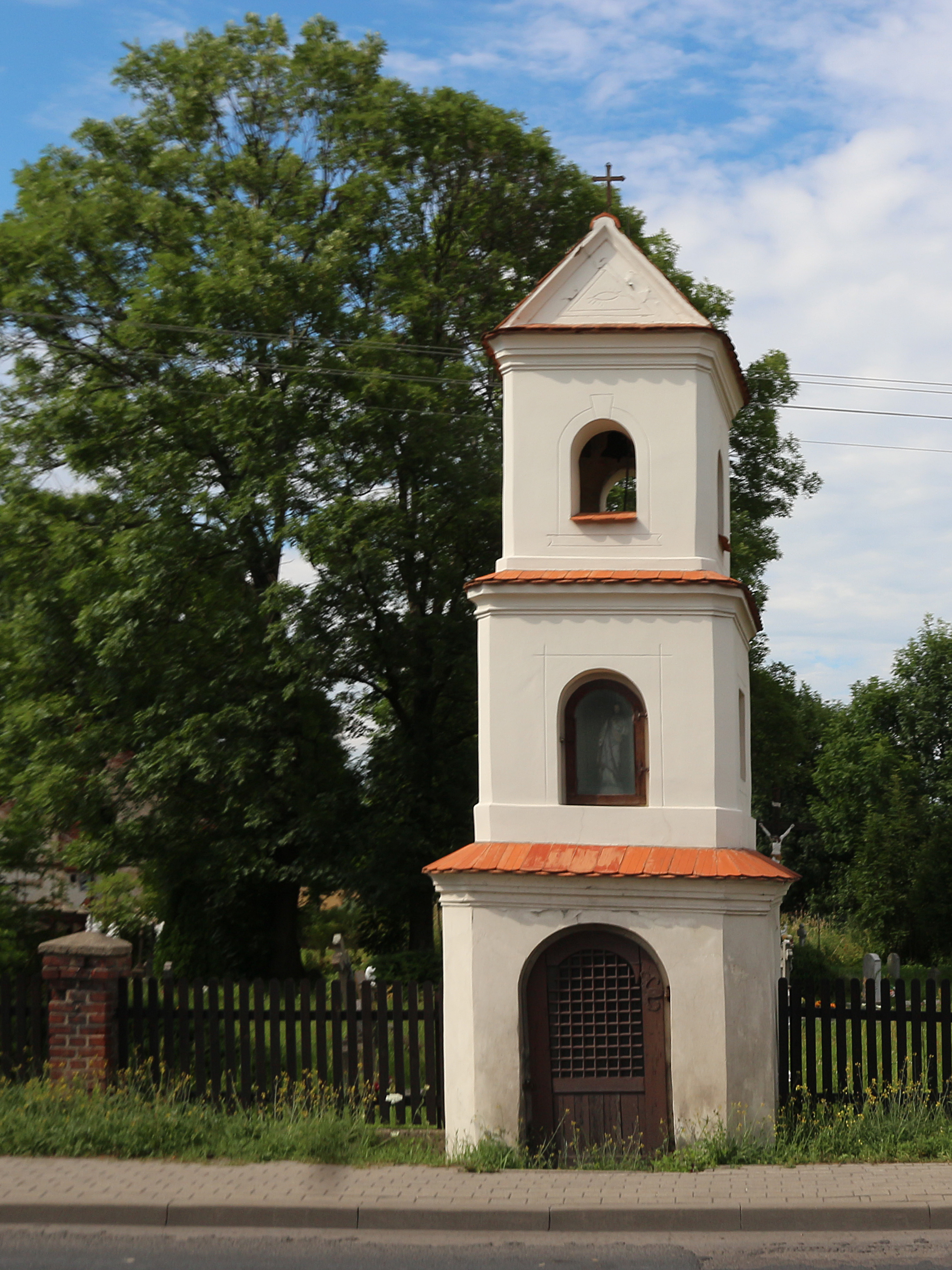
Straßenkapelle aus dem 18. Jahrhundert

Das Straßendorf Bierkowice liegt etwa fünf Kilometer nordwestlich der Innenstadt von Opole am Proskauer Bach, einem linken Zufluss der Oder.
Nachbarorte von Bierkowice sind im Norden Slawitz (Sławice), im Osten Półwieś (Halbendorf), im Süden an Zirkowitz (Zerkowice), im Südwesten an Muchenitz (Mechnice) und im Westen an Wreske (Wrzoski). 

## Geschichte
„Bircovicz“  wurde 1300 erstmals urkundlich erwähnt. Für das Jahr 1394 ist es in der Schreibweise Birkowicz und 1532 als Birkhowitze belegt.
Nach dem Ersten Schlesischen Krieg 1742 fiel Birkowitz mit dem größten Teil Schlesiens an Preußen.
Nach der Neugliederung der Provinz Schlesien gehörte die Landgemeinde Birkowitz ab 1816 zum Landkreis Oppeln, mit dem es bis 1945 verbunden blieb. 1822 brannte das Vorwerk nieder und wurde als steinerner Bau wieder aufgebaut. 1845 bestanden im Dorf ein Vorwerk, eine Unterförsterei und 21 Häuser. Die Einwohnerzahl lag damals bei 232, davon elf evangelisch. 1861 hatte der Ort 222 Einwohner. 1865 zählte Birkowitz einen Bauern, sieben Gärtner-, vier Ackerhäusler, sieben Angerhäusler und 20 Einlieger. Eingeschult waren die Schüler damals nach Halbendorf. 1885 zählte Birkowitz 343 Einwohner.
1874 wurde der Amtsbezirk Birkenthal gebildet, dem die Landgemeinden Birkowitz, Halbendorf, Leopoldsberg, Slawitz und Zelasno und die Gutsbezirke Birkowitz, Halbendorf, Oberschale und Slawitz eingegliedert wurden.
Bei der Volksabstimmung am 20. März 1921 stimmten 107 Wahlberechtigte für einen Verbleib bei Deutschland und 100 für Polen. Birkowitz verblieb beim Deutschen Reich. 1933 lebten im Ort 388 Einwohner. Am 19. Mai 1936 wurde der Ort in Birkental umbenannt. 1939 zählte Birkental 398 Einwohner. Bis 1945 befand sich der Ort im Landkreis Oppeln.
1945 kam der bisher deutsche Ort unter polnische Verwaltung und wurde in Bierkowice umbenannt. Die deutsche Einwohner wurden, soweit sie nicht vorher geflohen waren, weitgehend vertrieben. Die neu angesiedelten Bewohner waren teilweise Zwangsumgesiedelte aus Ostpolen, das an die Sowjetunion gefallen war.
Von 1945 bis 1950 gehörte Bierkowice zur Woiwodschaft Schlesien, anschließend bis 1975 zur Woiwodschaft Opole. Zwischen 1961 und 1970 wurde im östlichen Teil des Dorfes das Museum des Oppelner Dorfes errichtet und am 23. September 1970 eröffnet. 1975 wurde der Bierkowice in die Stadt Opole eingemeindet. 2015 wurde die Siedlung osiedle Sady mit 40 Reihenhäusern fertiggestellt.

## Sehenswürdigkeiten
- Museum des Oppelner Dorfes
- Straßenkapelle aus dem 18. Jahrhundert
- Alter Friedhof aus dem 19. Jahrhundert

## Vereine
- Fußballverein LKS Bierkowice[9]
- Reitverein Ludowy Klub Jeździecki "Ostroga" Opole[10]

## Persönlichkeiten
- Günter Spörrle (1936–2024), deutscher Schauspieler
- Rudolf von Bünau (1804–1866), deutscher Parlamentarier und Besitzer des Ritterguts Birkowitz